# Scenedesmus
A Scenedesmus a valódi zöldmoszatok (Chlorophyta) Chlorophyceae osztálya Sphaeropleales rendjének Scenedesmaceae családjába tartozó nemzetség. A nemzetség fajai rendszerint 2–32 sejtes sejtegyütteseket (cönóbium) képeznek. A sejtek lehetnek ellipszoid, henger, tojásdad, orsó, ritkább esetben gömb alakúak. A sejtfal lehet sima, vagy boríthatják különféle díszítőelemek, például tüskék, fogak, bordák, granulumok, rozetták, bibircsek. Minden sejtben egy színtest található, benne rendszerint jól látható pirenoiddal. Szaporodásuk autospóra- vagy autocönóbium-képzéssel történik, mely során minden sejtben 1-1 fiókcönóbium keletkezik, törzsfejlődésük során messze eltávolodtak a Chlorococcales rend kiindulópontjának tartott egysejtű, zoospórás szaporodású állapottól. A nemzetség fajai cönóbiumként és egysejtűként egyaránt előfordulhatnak.
A nemzetségbe tartozó fajok jó alkalmazkodóképességűek, az egész Földön elterjedtek a kontinentális és brakkvizekben. Kiváló tenyészthetőségüknek köszönhetően a bioüzemanyag-gyártásban fontos szerepet töltenek be.
A Scenedesmus nemzetséget eredetileg a Chlorococcales rendbe sorolták, azonban a molekuláris biológiai vizsgálatok alapján az 1990-es évek végén, 2000-es évek elején új rendszertan alakult ki főként Eberhard Hegewald munkássága révén. A Scenedesmus nemzetséget a Chlorococcales rendből a Chlorophyceae osztály egy másik rendjébe, a Sphaeropleales rendbe helyezték át. Az addig egységes nemzetség fajait a korábbi alnemzetségek szerint az Acutodesmus, a Desmodesmus és a Scenedesmus nemzetségekbe sorolták át.

## Rendszertan

### Klasszikus rendszertan
A Scenedesmus nemzetség a klasszikus taxonómiai besorolása szerint a valódi zöldmoszatok (Chlorophyta) Chlorophyceae osztályának, Chlorococcales rendjének Scenedesmaceae családjába tartozik. Legközelebbi rokon nemzetségei feltehetőleg a Dicellula, a Dicloster, a Didymocystis, a Didymogenes, az Enallax, a Neodesmus, a Pseudotetradesmus, a Schroederiella, a Tetradesmus és a Westellopsis.
A nemzetséget Franz Meyen írta le 1829-ben, mint szalag formájú, gyökér, szár és levél nélküli algák, melyek egyforma, elliptikus sejtjei oldalirányban sorba rendeződve csoportosulásokat képeznek; spórák tömegeit képzik, melyek a zöld színű sejtekbe (sporangium) csomagolva szabályosan helyezkednek el. Carl Nägeli 1849-ben típusfajként jelölte meg a S. obtusust. Morfológiai bélyegek alapján Josef Brunnthaler 1913-ban még csak 20 fajt írt le, Gilbert M. Smith 1916-ban 28-at, míg Robert Chodat 1926-ban már 94-et, igaz, Chodat „fajai” később revízióra szorultak, mert tenyészkísérletei során túlságosan leszűkítette a fajok határait. 1988-ban Eberhard Hegewald és Paul Claude Silva több, mint 1000 taxont kategorizált, ezzel a Scenedesmus nemzetség lett a Chlorococcales rend legfajgazdagabb nemzetsége. Hortobágyi Tibor és Uherkovich Gábor több száz taxont írt le az 1900-as évek második felében, főként magyarországi vizekből, kizárólag fénymikroszkópos vizsgálattal. A fajok leírása természetes életfeltételek között fejlődött egyedekre alapoz, de folynak kísérletek extrém körülmények között tenyésztett egyedek esetleges elváltozásainak vizsgálatára.
Mint a legtöbb ivartalanul szaporodó mikroalgánál, így a Scenedesmus nemzetség esetében is a fajok olyan legkisebb származástani csoportot jelölnek, amelyek több örökletesen állandó bélyeggel elválnak a többi származástani csoporttól. A taxonok elkülönítésének alapját tehát a legtágabb értelemben vett morfológiai bélyegek adják. A Scenedesmus nemzetség esetében leggyakrabban a következő morfológiai bélyegek szolgálnak az azonosítás alapjául: a sejt alakja, kontúrvonala, tüskék, fogak megléte, hiánya, illetve ezek megléte vagy hiánya a belső sejteken, tüskék a külső sejtek kontúroldalán, szemölcsök, granulomok a sejtek felszínén, rozetták megléte a sejtek felszínén, hosszanti teljes vagy részleges bordák a sejtek oldalán. A taxonok elkülönítése fénymikroszkóp által érzékelhető szinten történik, az elektronmikroszkópos felvételek célja elsősorban a taxonok közötti határok pontosítása.
A Scenedesmus nemzetség fajai a korábbi rendszertanban két alnemzetségbe voltak csoportosíthatók. Az Euscenedesmus alnemzetségbe tartozó fajok sejtjei orsó alakúak, mindig tüske és fog nélküliek és többnyire szkulptúra nélküliek, legfeljebb felületi borda húzódik a sejt falán. A Desmodesmus alnemzetségbe tartozó fajok sejtjei sohasem orsó alakúak, lehetnek tüskések és tüske nélküliek, szkulpturáltak és szkulptúra nélküliek is. A Desmodesmus alnemzetséget további csoportokra lehet osztani, ezek az Obtusi (ellipszoid, függelék nélküli sejtek), a Denticulati (a sejtpórusokon fogak, rövid tüskék találhatók vagy a sejtfal granulált), a Striati (a sejtpórusokon fogak, tüskék, a sejtfal oldalán hasonló elemek vagy felületi bordák) és a Quadrispinosi (többé-kevésbé hosszú tüskék, a szélső sejtek kontúrvonala vagy tüskementes (Quadricaudati) vagy tüskés (Abundantes)).

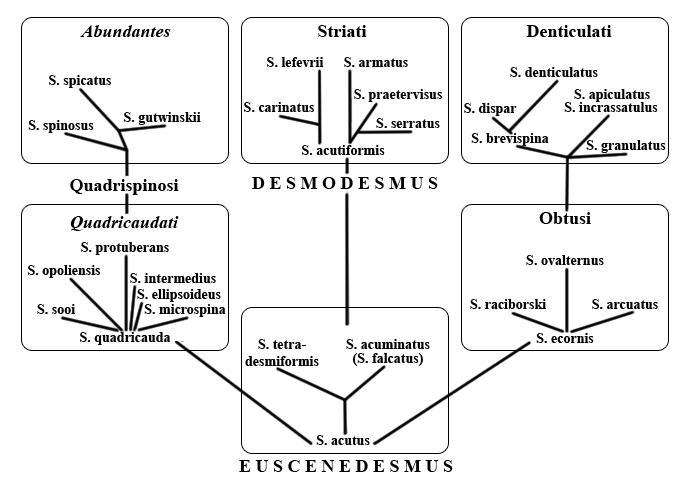
A Scenedesmus nemzetség klasszikus rendszertana néhány példafaj feltüntetésével

### Új rendszertan
A molekuláris biológiai vizsgálatok alapján az 1990-es évek végén, 2000-es évek elején új rendszertan alakult ki főként Hegewald munkássága révén. A Scenedesmus nemzetséget a Chlorococcales rendből a Chlorophyceae osztály egy másik rendjébe, a Sphaeropleales rendbe helyezték át. Az addig egységes nemzetség fajait, a korábbi alnemzetségek szerint az Acutodesmus, a Desmodesmus és a Scenedesmus nemzetségekbe sorolták át. Az Acutodesmus nemzetségbe az Euscenedesmus alnemzetség orsó alakú sejtformájú, csúcsos sejtvégű fajai kerültek, a Desmodesmus nemzetség a korábbi azonos nevű alnemzetség legömbölyített sejtvégű, tüskés, fogazott, bordázott sejtfalú fajait foglalja magába, míg a Scenedesmus nemzetségben a legömbölyített sejtvégű, tüskétlen, bordázatlan Euscenedesmus-fajok maradtak.
Hegewald és munkatársai 2010-ben két kisebb nemzetség, a Pectinodesmus és a Comasiella, 2013-ban pedig újabb két kis nemzetség, a Verrucodesmus és a Chodatodesmus elkülönítését publikálták.
2017-ben 141 Scenedesmus-fajt, 61 Desmodesmus-fajt, 16 Acutodesmus-fajt, 4 Pectinodesmus-fajt, 1 Comasiella-fajt, 2 Verrucodesmus-fajt és 1 Chodatodesmus-fajt tartanak tudományosan elfogadottnak.
Korábban alnemzetsége volt a Desmodesmus nemzetség 4 fajsorával, de az így meghatározott Scenedesmus polifiletikus csoportnak bizonyult.

### A nemzetségbe tartozó fajok
Ez a lista az egyszerűség kedvéért csak a fajneveket sorolja fel, ahol van, szinonimákkal.
- Scenedesmus aciculatus P. González, 1940
- Scenedesmus acuminatus (Lagerheim) Chodat, 1902 = Acutodesmus acuminatus (Lagerheim) P. M. Tsarenko, 2000
- Scenedesmus acutiformis Schröder, 1897 = Acutodesmus acutiformis (Schröder) P. M. Tsarenko et D. M. John, 2011
- Scenedesmus acutus Meyen, 1829
- Scenedesmus antennatus Brébisson in Ralfs, 1848 = Scenedesmus dimorphus (Turpin) Kützing, 1834
- Scenedesmus antillarum Comas González, 1981 = Scenedesmus incrassatulus Bohlin, 1897
- Scenedesmus apiculatus (W. et G. S. West) Chodat, 1926
- Scenedesmus baculiformis Chodat, 1926
- Scenedesmus basiliensis Chodat, 1926 = Scenedesmus acutus Meyen, 1829
- Scenedesmus bernardii G. M. Smith, 1916 = Acutodesmus bernardii (G. M. Smith) E. Hegewald, C. Bock et Krienitz, 2013
- Scenedesmus bijuga Wille, 1903 = Scenedesmus bijugus (Turpin) Lagerheim, 1893
- Scenedesmus bijugatus Kützing, 1834 = Scenedesmus obliquus (Turpin) Kützing, 1833
- Scenedesmus bijugus (Turpin) Lagerheim, 1893
- Scenedesmus bourrellyi Iltis, 1971
- Scenedesmus chlorelloides Chodat, 1913
- Scenedesmus costulatus Chodat, 1909 = Scenedesmus dimorphus (Turpin) Kützing, 1834
- Scenedesmus dactylococcopsis Chodat, 1926
- Scenedesmus dimorphus (Turpin) Kützing, 1834
- Scenedesmus incrassatulus Bohlin, 1897
- Scenedesmus obliquus (Turpin) Kützing, 1833 = Acutodesmus obliquus (Turpin) Hegewald et Hanagata, 2000
- Scenedesmus obtusiusculus Chodat, 1909
- Scenedesmus raciborskii Hortobágyi, 1954
- Scenedesmus regularis Svirenko, 1924
- Scenedesmus securiformis Playfair, 1917
- Scenedesmus aculeotatus Reinsch, ?
- Scenedesmus alatus C. – C. Jao, 1940
- Scenedesmus aldavei Hegewald, ?
- Scenedesmus anhuiensis S. – S.Wang, 1989
- Scenedesmus ankistrodesmoides C. – C. Jao et Z. – Y. Hu, 1995
- Scenedesmus apicaudatus (W. et G. S. West) Chodat, ?
- Scenedesmus bajacalifornicus L. A. Lewis et Flechtner ex E. Hegewald, C. Bock et Krienitz, 2004
- Scenedesmus bourrellyi C. Iltis

## Elterjedés
A Scenedesmus fajok táplálkozási sokoldalúsága, széles határok között mozgó sótoleranciájának és hőmérsékleti alkalmazkodásának köszönhetően a legkülönfélébb kontinentális felszíni vizekben, de melléktengerek brakkvizeiben is megtalálhatók a trópusoktól a sarkvidékekig. A tengereknek nem állandó lakói. A fitoplankton mellett gyakran előfordulnak az epifitikus algaegyüttesekben, de megtalálhatók homok-iszaplakóként és az edafonban is.
Magyarország területéről Hortobágyi Tibor és Uherkovich Gábor 1966-ban 200, 1995-ben 247 taxon előfordulását dokumentálta.

## Evolúció
A fosszíliák alapján a Scenedesmus 70–100 millió éve alakulhatott ki. A törzsfejlődésük során, az autospórás szaporodás kialakulásával messze eltávolodtak a Chlorococcales rend kiindulópontjának tartott egysejtű, zoospórás szaporodású állapottól.
Mitokondriális DNS-e a zöldmoszat-mtDNS fejlődésének egy átmeneti szakaszát jelentheti. E kód az NCBI 22. transzlációs táblájaként szerepel Scenedesmus obliquus-mitokondriáliskód néven.

## Anyagcsere
Fajai hipoxantint, xantint, húgysavat és allantoint is használhatnak nitrogénforrásként.

## Morfológia

### Sejtalak és sejtfal

A sejtalakok sematikus szemléltetése

A sejtek, eltekintve a sajátos tenyészkörülmények között esetlegesen kialakuló „klorelloid” (gömbszerű) formától, mindig hosszúkásak, hossztengely irányában hosszabbak, mint a szélességük. Alakjuk fajra jellemző sajátság, lehetnek ellipszoid, tojásdad, hengerded, kihúzott vagy „lemetszett” pólusú, illetve rövid vagy hosszú orsó alakúak, esetenként finomra kihúzott pólusokkal.
A sejtfalat a fénymikroszkópos vizsgálatok során egyszerűnek vélték, az elektronmikroszkópos felvételek azonban bonyolult szerkezetet mutattak. A sejtfal két rétegű: áll egy másodlagos 0,04-0,15 μm vastagságú cellulózrétegből és egy elsődleges 0,015-0,03 μm vastagságú sporopollenin rétegből. Bizonyos fajoknál egy külső 1-5 μm-es kocsonyaburok is megtalálható. Az elsődleges rétegről korábban úgy vélték, hogy pektinből áll, de kiderült, hogy nem pektint, hanem sporopollenint tartalmaz. Autospóraképzésnél először az elsődleges sejtfal jön létre, a másodlagos csak az autospóra kiképzése után alakul ki.

### Szkulptúraelemek
Egyes fajoknál a sejtfal mindenféle függelék, „díszítőelem” (szkulptúraelem) nélküli, míg másoknál változatos elemek találhatók, mint hosszabb (cauda) és rövidebb (spina) tüskék, kisebb vagy nagyobb fogak (denticulus), felületi bordák, bibircsek, granulumok, rozetták. Ezek az elemek fénymikroszkóppal is jól érzékelhetők. Korszerű vizsgálatok kimutatták, hogy felépítésükben jórészt csak sporopollenin vesz részt, míg egyes képletek, mint a bibircsek képzésében vas- és mangánlerakódások is közrejátszanak.
A sejtfalhoz hasonlóan a szkulptúraelemek is egyszerű, kompakt képleteknek látszanak fénymikroszkóp alatt, az elektronmikroszkópos vizsgálatok viszont kimutatták, hogy a tüskék, tövisek és fogak finom csövecskék kötegei, a felületi bordák és jobban kiemelkedő tarajok (crista) pedig oszlopok sűrűn egymáshoz szoruló sorai. A rozetták a sejtek pólusain vagy az oldalukon helyezkednek el, az egyszerűbbek kivételével kiemelkedő cellulózalapon ülnek. A sejtpólusokon és a sejtfal bizonyos pontjain alkalmanként 0,2-0,6 μm vastagságú, ecsetszerűen elrendeződött sörték figyelhetőek meg, melyek finom, 3-4 ezredmikrométeres fonalak kötegekből épülnek fel. Sörték elsősorban a tüskézett fajoknál fordulnak elő, néha a sejtfal jelentős részét borítják. A Scenedesmus fajok morfológiai plaszticitása (polimorfizmus, pleiomorfizmus) rendkívülien nagy, eltérő tényészkörülmények között eltérő megjelenési formákat alkotnak, a szkulptúraelemek tekintetében is jelentős eltérések állhatnak be.

A szkulptúraelemek sematikus szemléltetése

### A sejtek belső felépítése
A sejtek belső felépítése viszonylag egyszerű, a fajmeghatározásban nincs szerepe. Egyetlen teknő formájú, falnak fekvő színtest (kloroplasztisz, kromatofóra??) található, amelynek nyitott része a cönóbium belseje felé néz. A nyitott résszel szemben egyetlen pirenoid ágyazódik a színtestbe, mely festés nélkül is jól kivehető. A pirenoid mérete utal a sejt életkorára és tápláltsági fokára, idősebb sejtekben a pirenoid tagozódhat, hálóssá, áttörté válik vagy a szélei diffúzzá válnak. A sejtmag a színtest nyitott részénél az áttetsző citoplanzmába ágyazódik, amely csak festéssel válik láthatóvá.

### A cönóbium felépítése

A cönóbiumtípusok sematikus szemléltetése

A Scenedesmus nemzetségbe tartozó fajok sejtjei meghatározott szerkezetű sejtcsoportokat (cönóbium) alkotnak, amely 2–16, ritkábban ennél több sejtből áll. A sejtek hossztengelyükkel párhuzamosan kapcsolódnak egymáshoz. A cönóbium felépítése fontos határozóbélyeg lehet.
A cönóbiumban két tengelyt különböztetünk meg: a középtengely vagy főtengely a cönóbium két középső sejtje között, párhuzamosan a sejtek hossztengelyével, míg a haránttengely a főtengely közepén, arra merőlegesen húzódik.
A cönóbium felépítésének főbb típusai a következők:
- Lineáris egysoros cönóbium: a sejtek egy sorban rögzültek, többnyire szorosan egymáshoz, de előfordulhat megnyúlt elliptikus formájú hézag a sejtek között.
- Alternáló egysoros cönóbium: a sejtek egy sorban állnak, de pólusaik alternálva váltakozva állnak ki a cönóbiumból.
- Izofaciális alternáló egysoros cönóbium: a sejtek egy sorban állnak, alternálnak és a középtengelytől kifelé görbülnek, ívesen hajlottak.
- Kétsoros, hézagtalan cönóbium: a sejtek két sorban állnak, köztük nincs hézag. Ezt a típust kosztulatoidnak is nevezik.
- Kétsoros, hézagos cönóbium: a sejtek két sorban állnak, köztük kisebb-nagyobb hézagok találhatók.
- Keresztben felépített cönóbium.

Előfordul, hogy a cönóbiumból keletkező fiók-, avagy utódcönóbiumok több generáción keresztül kapcsolatban maradnak, az ilyen képletek a szüncönóbiumok (syncoenobium).

## Szaporodás, cönóbiumképzés
A Scenedesmus nemzetségre az autospórás-autocönóbiumos szaporodás a jellemző. Egy négysejtű cönóbium képzésekor első lépésként a sejtmagosztódás megy végbe két lépésben: az osztódási orsó először az anyasejt hossztengelyével párhuzamos, majd második lépésnél arra merőleges. Az anyasejt plazmája a hasítékok mentén szétválasztódik. A négy utódsejt tetradezmoid elrendezést vesz fel és kialakulnak a másodlagos sejtfalak. A képződött utódsejteket nevezzük autospóráknak. A sejtek ezután egy sorba rendeződnek és az anyasejt falán keletkező repedésen, mint fiókcönőbium (autocönóbium) lép ki. A keletkezett cönóbium már rendelkezik a fajra jellemző sejtalakkal és szkulptúraelemekkel, illetve pirenoiddal, de mérete még kisebb, sejtjei karcsúbbak. Egy Scendesmus-populációban a cönóbiumok mérete ennélfogva utal a sejtek korára.
A cönóbium sejtjeiben az autospóra-képzés nem egyszerre kezdődik meg, a belső sejtekben rendszerint előbb, a külsőkben később. 
A cönóbiumképzés során a következő formák alakulhatnak ki. Némelyik valamely rokon nemzetség filogenetikai sajátsága, a Scenedesmusnál csak kivételes esetben alakul ki:
- Didezmoid: a második osztódás elmarad és kétsejtes fiókcönóbium képződik.
- Szcenedezmoid: a két sejtosztódás megy végbe, vagy azután további osztódások következnek és 8, 16 vagy 32 sejtes fiókcönóbium képződik.
- Monodezmoid: egyetlen autospóra lép ki az anyasejtből. Ez az egysejtűség nem azonos azzal, amikor mechanikai úton válik szét egy cönóbium.
- Tetradezmoid: az osztódások után nem rendeződnek egy sorba a sejtek a fiókcönóbiumban, hanem tetradezmoid formában lép ki. Ebben a formában a Tetradesmus nemzetség fajaira hasonlít.
- Görbült forma: a sejtek nem egy síkba rendeződnek.
- Daktilokokkoid (dactylococcoid) forma: a sejtek nem hossztengelyük mentén, hanem csúcsaikkal egymáshoz kapcsolódva alkotnak láncot. Ebben a formában a Keratococcus (régi nevén Dactylococcus) nemzetség fajaira hasonlít.
- Klorelloid forma: gömb alakú utódsejtek.

Az autospórás-autocönóbiumos szaporodás mellett más szaporodási módokat is dokumentáltak. Az egyik ilyen mód az akinétákkal történő szaporodás. Az akinéták vastag sejtfalú, karotinoid tápanyagot tartalmazó aplanospórák, amelyeket eddig ovális klorelloid formájú sejtekben figyeltek meg, s belőlük normális négy vagy nyolcsejtes cönóbiumok képződtek. Újabb kutatások zoospórák jelenlétét, illetve gaméták zigótává egyesülését is rögzítették.

### Rendellenes sejt- és cönóbiumformák
Az ideálistól eltérő életkörülmények vagy fizikai behatások, például összepréselődés hatására rendellenes (teratologikus) sejt- vagy cönóbiumformák alakulhatnak ki. Mind természetes vizekben, mind tenyészetekben előfordulhatnak, az extrém körülmények határozottan növelik a rendellenes formák részarányát. A nemzetség nagy morfológiai változatossággal rendelkező fajai, mint a S. acutus, a S. acuminatus vagy a S. quadricauda esetében a rendellenes formák gyakrabban jelennek meg. Mivel a rendellenes egyedek elveszthetik a fajra jellemző morfológiai sajátságaikat, a rendellenes formák kialakulása megnehezítheti a határozást.
- Normálistól eltérő sejtformák: A normálistól eltérő sejtformák kialakulásának egyik esete, amikor a sejtmag és a pirenoid is osztódik, de a két utódsejt részben közös sejtfalon belül marad és V vagy H alakú sejteket alkot. Ha nem megy végbe teljesen a sejtosztódás, akkor olyan sejtek keletkeznek, melyeknek csak egy pirenoidja, de kettőnél több sejtpólusa (trianguláris, ipszilonformájú és többpólusú sejtek) van. Mindkét eset oka megzavart autospóra-képzés lehet. Rendellenes képletnek tekinthetők a szokványos cönóbiumon belüli törpesejtek is.
- Eltérő sejtszámú cönóbiumok: A 4 és 8 sejtű cönóbiumok helyett 3 és 7 sejtűek jönnek létre úgy, hogy az egyik utódsejtben elmarad a második osztódás. Előfordulhat, hogy az egyik utódsejtben egy harmadik osztódás is végbemegy, ekkor 5 és 10 sejtes cönóbiumok keletkeznek. A 32 sejtes Scenedesmus ecornis esetében figyeltek meg spirális vagy X alakú cönóbiumokat. Utóbbi csak 30 sejtből áll, kialakulásának oka feltehetőleg a középpontban lévő sejtnél bekövetkezett parciális sejtosztódási gátlás.
- Cönóbiumok szabálytalan tüskézettsége: Elsősorban hosszú tüskéjű fajoknál fordul elő 1–2 tüske hiánya, ami szintén lehet fejlődési rendellenesség, átmeneti morfózis vagy fizikai hatás eredménye. Bizonyos taxonoknál genetikailag rögzült a tüskék hiánya, mint a „bicaudatus” tüskealakulás (átlósan hiányzik a tüske a szélső sejtek egy-egy pólusáról) esetében. Előfordulhat, hogy a cönőbium a megszokottnál több tüskével rendelkezik.

## Gyakorlati felhasználás

### Bioüzemanyag-gyártás
Bár a Scenedesmus alkalmas többféle bioüzemanyag előállítására, amilyenek a biohidrogén, biodízel, bioetanol és szintetikus üzemanyagok, a leginkább kutatott terület a Scenedesmus esetében a biodízel. Mint minden alga-alapú rendszer, a Scenedesmus integrált bioüzemanyag-előállításának megvalósítása a laboratóriumi eredmények alapján kihívást jelent a nagyüzemi termelésben. A főbb kihívások közé tartozik a tápanyagellátás és -újrafelhasználás, a gázszállítás és -csere, a PAR (fotoszintetikusan aktív sugárzás) biztosítása, a tenyészet tisztasága, a környezeti kontroll, a föld és víz rendelkezésre állása, a betakarítás és a gén- és anyagcsere-manipuláció.

#### Biohidrogén-gyártás
1942-ben Gaffron és Rubin kísérletet végeztek a S. obliquus általi hidrogéntermelés kapcsán. Az algák anaerob körülmények közt H2-t termelnek hidrogenázaik fotoszintetikus vízbontásból származó protonokkal való ellátásával. Azonban az enzimaktivitás átmeneti a fotoszintetikus O2-termelés miatt, ami továbbra is gátolja a hidrogéntermelést. A S. obliquusról korábban is ismert volt, hogy használ [NiFe]-hidrogenázt, de más vastartalmú hidrogenázok is ismertek. A Scenedesmus spp. hidrogenáz-aktivitása a Chlamydomonas reinhardtiiénál alacsonyabb. A Scenedesmus a II. fotorendszertől függetlenül is képes hidrogént termelni a fermentatív anyagcsere redoxi-ekvivalenseivel sötét anaerob inkubációban. A kénhiányos környezet a fotoszintézis-sejtlégzés kapcsolat egyensúlyát megszüntetve nettó oxigénfogyasztást okoz, anaerobiózist és hidrogéntermelésre váltást okozva. Ultrahangos előkezelés növelheti a S. obliquus YSW15 fermentációs bioenergia-termelését. A Scenedesmus biohidrogén-termelésével kapcsolatos kutatások a szennyvízkezelésben való alkalmazásokkal együtt járnak.

#### Biodízel-gyártás
A Scenedesmus biomassza-termelékenysége a zöldmoszatok közt magas, és aktívan kutatják a biodízel-termelés terén is. Heterotróf biomassza- és lipidtermelése optimális körülmények közt hatékonyabb, mint autotróf termelése. A biomassza-termelés és a lipidtartalom kiegészítőtápanyag-koncentrációk változtatásával való optimalizálását számos kutatás elvégezte, jelenleg optimális lipidhozama a száraz sejttömeg kb. 60%-a, kevesebb, mint több más algánál. Azonban a Scenedesmus hatékonyabban köti meg a CO2-ot más algáknál. Sok algafajhoz hasonlóan a Scenedesmus nitráthiányt igényel lipidhozama növeléséhez. Jelentős – legfeljebb 6-szoros – hozamnövekedés érhető el 12 órás fotoperiódusban és sötétben változó koncentrációjú etanol hozzáadásával. Kétszakaszos tenyésztésben sóstressz esetén a Scenedesmus sp. BHU1 biomassza-termelése és lipidtartalma is nő. A legjelentősebb lipidtermelés-növekedést álló fázisú kultúrák 7 napig nitrát- és 3 napig foszfáthiányos közegbe helyezése érte el. Az olajok metanollal vagy etanollal való kinyerése továbbra is kihívás, és alacsony lipidtartalma növeli a termelési költségeket. Mandotra  et al. 2014-es tanulmányában a kasmíri Dal-tóból izolált Scenedesmus abundansról kimutatta, hogy a biodízel-termeléshez megfelelő nyersanyag. Az alga biomasszája és lipidtartalma jelentősen nőtt 0,32 g/l nitrogénkoncentráció mellett. Az átészteresítés legjobb módszerének egy kétlépéses folyamat, a lipidkinyerésének a Folch-extrakció bizonyult.

#### Bioetanol
A Scenedesmus, és más mikroalgák, mint a Chlorella, a Dunaliella, a Chlamydomonas vagy a Spirulina, nagy mennyiségű szénhidrátot tartalmaznak (száraz tömegük több mint 50%-a), ami alkalmassá teszi őket a bioetanol-gyártáshoz. Egy tanulmányban a Scenedesmust használták nagy biomassza előállítására, majd ezt a magas szénhidráttartalmú biomasszát 2%-os kénsavval hidrolizálták és elkülönített hidrolízisen és fermentáción (SHF) esett át, előállítva 8,55 gL−1 koncentrációjú etanolt, miközben a maximum hozam 0,213 g etanol / g biomasszát ért el a 4 órás fermentáció alatt.

#### Szintetikus üzemanyagok
Az izoprenoidok fontos metabolitok, amelyeket szintetikus üzemanyagként használnak, gyakran alkánláncként. A Scenedesmus egy piruvát/glicerinaldehid 3-foszfát nem-mevalonát-útvonalon szintetizál izoprenoidokat. A kísérletek során azonban az izoprenoid-hozamok túl alacsonyak voltak (1,5–15 mg / 10 liter Scenedesmus-tenyészet, amikor a sejtek elérték a 0,5–0,6 g/l sűrűséget) ahhoz, hogy alkalmazhatóak legyenek jövőbeni szintetikusüzemanyag-gyártás során.

### Szennyvízkezelés
Egy tanulmányban, melyben összevetették a Chlorella vulgaris és a Scenedesmus dimorphus ammónia- és foszforeltávolító hatékonyságát agráripari szennyvizekben, a Scenedesmus az ammóniát nagyobb hatékonysággal távolította el a hengeres bioreaktorban, mint a Chlorella, míg a foszfort mindkét alga ugyanolyan mértékben távolította el. Az algagyepes tisztító példa azon technológiákra, ahol algát használnak szennyezések és ipari szennyvizek kezelésére. A nehézfémek, valamint a szerves szubsztrátok eltávolítása során növő Scenedesmus-biomassza felhasználható szarvasmarha-takarmányozásra, szerves trágyaként, valamint papír, építési papír és bioüzemanyag előállítására.

## Fordítás
Ez a szócikk részben vagy egészben  a   Scenedesmus című angol Wikipédia-szócikk ezen változatának fordításán alapul.  Az eredeti cikk szerkesztőit annak laptörténete sorolja fel. Ez a jelzés csupán a megfogalmazás eredetét és a szerzői jogokat jelzi, nem szolgál a cikkben szereplő információk forrásmegjelöléseként.